# Аллегейни-колледж
Аллеге́йни-ко́лледж — частный колледж свободных искусств, основанный в 1815 году, расположен в Мидвилле (штат Пенсильвания, США). В колледже числится около 2100 учащихся.

## История колледжа
Аллегейни-колледж был основан в апреле 1815 года выпускником Богословской школы Гарвардского университета преподобным Тимоти Олденом. Хотя в настоящее время это светское учебное заведение, начиная с 1833 года, история колледжа была тесно связана с историей Объединённой методистской церкви.
Первый набранный класс из четырёх человек начал учиться 4 июля 1816 года, ещё вне обычных университетских зданий. За последующие шесть лет Олден накопил достаточно средств, чтобы начать строительство кампуса. Здание библиотеки, возведённое первым, было спроектировано лично Олденом, сейчас оно представляет собой яркий образец ранней американской архитектуры. Библиотека получила название Бентли-холл — в честь Уильяма Бентли, пожертвовавшего колледжу свою обширную коллекцию книг. Уже к 1824 году библиотека колледжа настолько выросла, что Томас Джефферсон в своём письме Олдену лишь выразил надежду на то, что однажды с ней смогут сравниться библиотечные фонды основанного им Виргинского университета. В 1831 году из-за финансовых и кадровых проблем Тимоти Олден был вынужден покинуть пост президента колледжа.
C 1870 года в Аллегейни-колледж стали принимать девушек. По утверждениям некоторых источников первой студенткой стала Ида Тарбелл, позже прославившаяся своими журналистскими расследованиями.
В 1905 году был построен Олден-холл, в котором были размещены новые подговительные курсы.

## Кампус
36 основных зданий кампуса расположены в его центральной части на площади 31 гектар. Кроме того, на его территории находятся рекреационная зона (74 га), а также участок заповедного леса (115 га).

## Известные выпускники
- Уильям Мак-Кинли (1843—1901)[5] — 25-й президент США.
- Роберт Дуайер (1939—1987)[6] — политик, казначей штата Пенсильвания, застрелившийся во время пресс-конференции.
- Трент Резнор (р. 1965)[7] — солист музыкальной группы Nine Inch Nails.